# ایمی هنرا
ایمی هنرا (انگلیسی: Imay Hendra؛ زادهٔ ۳۰ ژانویهٔ ۱۹۷۰) بدمینتون‌باز اهل اندونزی است. وی در مسابقات جهانی آی‌بی‌اف ۱۹۹۱ در بخش دو نفره همراه با باگوس ستیادی به مدال برنز دست یافت. هنرا پس از بازنشستگی، مربی تیم ملی برونئی شد.